# Agrilus xen
Agrilus xen – gatunek chrząszcza z rodziny bogatkowatych i podrodziny Agrilinae.
Gatunek ten opisany został w 2019 roku przez Eduarda Jendeka i Wasilija Griebiennikowa na łamach Zootaxa. Jako miejsce typowe wskazano górę Phou Pane w Laosie.
Chrząszcz o prawie równoległobocznym w zarysie ciele długości 4,1–5 mm. Wierzch ciała jest jednolicie ubarwiony, wypukły. Głowa wyposażona jest w oczy złożone o średnicy nie mniejszej niż połowa szerokości ciemienia. Ciemię jest gęsto pomarszczone i ma głęboki pośrodkowy wcisk. Czułki mają piłkowanie zaczynające się od czwartego członu, a człony od siódmego do dziesiątego zaopatrzone w szypułki. Przedplecze jest podłużne do kwadratowego, najszersze pośrodku; ma łukowaty i szeroki płat przedni na wysokości przednich kątów, lekko łukowate brzegi boczne i rozwarte kąty tylne. Na powierzchni przedplecza występują wciski pełny środkowy i para płytkich i szerokich wcisków bocznych. Prehumerus ma formę nitkowatą. Boczne żeberka przedplecza są umiarkowanie zbieżne. Tarczka jest przysadzista. Pokrywy są rozlegle owłosione i mają osobno wyokrąglone wierzchołki. Przedpiersie ma płytko, wąsko i łukowato wykrojoną odsiebną krawędź płata oraz wciśnięty i lekko rozszerzony wyrostek międzybiodrowy. Wyrostek międzybiodrowy zapiersia jest wgnieciony. Odwłok ma niezmodyfikowany wciskami pierwszy z widocznych sternitów (wentryt) oraz łukowatą wierzchołkową krawędź pygidium. Genitalia samca cechują się lekko asymetrycznym, najszerszym u wierzchołka edeagusem.
Owad orientalny, endemiczny dla Laosu, znany tylko z lokalizacji typowej w prowincji Houaphan.